# Octobre 1814

## Événements

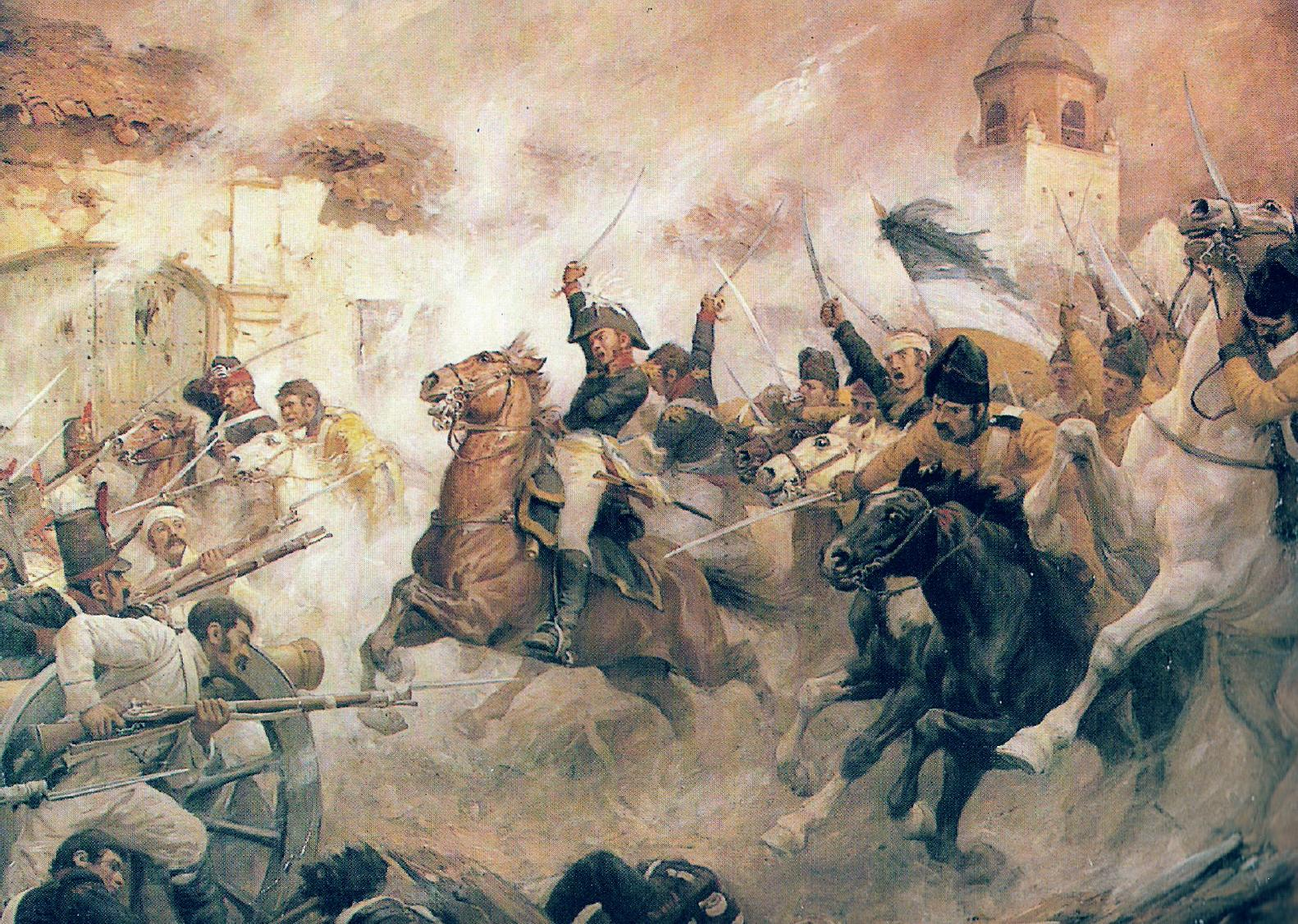
2 octobre : désastre de Rancagua. Charge de Bernardo O'Higgins

- 1er et 2 octobre : désastre de Rancagua au Chili[1].

- 9 octobre : Mariano Osorio devient gouverneur de la capitainerie générale du Chili (fin le 26 décembre 1815). Répression exercée par l’armée du vice-roi du Pérou au Chili[2].

- 16 octobre : inondation de bière de Londres[3].

- 19 octobre, Guerre de 1812, campagne du Niagara : bataille de Cook's Mills. Les Américains capturent Cook's Mills (aujourd'hui Welland, (Ontario)). Les Américains détruisent plus tard Fort Érié et retournent du côté américain de la rivière. Les Britanniques retournent à l'endroit des ruines du fort sans pour autant le reconstruire et ainsi les combats le long de la frontière du Niagara prennent fin.

- 24 octobre : amnistie des prisonniers politique au Portugal. Libération des chefs libéraux arrêtés en 1810[4].

- 29 octobre, États-Unis : lancement du premier vapeur militaire, Demologos, rebaptisé l'USS Fulton en février 1815 à la mort de son inventeur[5].

## Naissances
- 1er octobre : Hervé Faye (mort en 1902), astronome français.
- 4 octobre : Jean-François Millet, peintre français († 1875).
- 14 octobre : Édouard Baille, peintre français († 22 mai 1888).
- 19 octobre : Theodoros P. Vryzakis, peintre grec († 6 décembre 1878).
- 24 octobre : Rafael Carrera : président du Guatemala († 1865).

## Décès
- 1er octobre : Guillaume-Antoine Olivier (né en 1756), naturaliste et entomologiste français.